# Rok 1860 (film)
Rok 1860 (wł. 1860) – włoski dramat historyczny z 1934 roku w reżyserii Alessandro Blasettiego. Film opowiadał losy sycylijskiego górala i jego żony ukazane na tle zjednoczenia Włoch.
Obraz wyprzedzał o dekadę filmy tworzące kanon włoskiego neorealizmu, wykorzystując aktorów niezawodowych oraz zdjęcia plenerowe, które kręcono w Trapani na Sycylii.